# Уффорд, Уильям де, 2-й граф Саффолк
Уильям де Уффорд (англ. William de Ufford; приблизительно 1339 — 15 февраля 1382, Лондон, Королевство Англия) — английский аристократ, 3-й барон Уффорд с 1364 года, 2-й граф Саффолк с 1369 года, кавалер ордена Подвязки. Был одним из самых влиятельных вельмож Англии в царствование Ричарда II. Участвовал в Столетней войне, сыграл важную роль в подавлении восстания Уота Тайлера в 1381 году.

## Биография
Уильям де Уффорд принадлежал к знатной семье, владевшей обширными землями в Восточной Англии. Его дед Роберт в 1308 году получил титул барона Уффорда, отец (тоже Роберт) с 1337 года носил титул графа Саффолка. Уильям был, по разным данным, вторым или даже четвёртым сыном Роберта-младшего от его брака с Маргарет де Норвич, так что не мог рассчитывать на наследство. Однако он заключил (не позже 1361 года) выгодный брак с Джоан Монтегю — дочерью Элис Норфолкской и внучке Томаса Бразертона, 1-го графа Норфолка. Старшие братья и одна из сестёр Джоан к тому времени умерли, благодаря чему жена Уффорда оказалась богатой наследницей.
Историки полагают, что Уильям воевал во Франции в 1355—1356 и 1359—1360 годах, вместе с отцом. В 1367 году он находился в Прибалтике, во владениях Тевтонского ордена, где участвовал в крестовом походе. Братья Уффорда умерли молодыми, и он стал наследником семейных владений и титулов. 3 декабря 1364 года Уильям был вызван в парламент как 3-й барон Уффорд, а в 1369 году, после смерти отца, стал 2-м графом Саффолком. В последующие годы он работал в различных местных комиссиях Восточной Анлии, параллельно участвуя в боевых действиях на континенте (в 1370 году с графом Уориком, в 1372 году под началом короля Эдуарда III, в 1373 — с Джоном Гонтом). В 1375 году граф стал кавалером ордена Подвязки, получил должность адмирала Севера.
Граф участвовал в работе «Хорошего парламента» в 1376 году. Там он примкнул к группировке, возглавленной Эдмундом Мортимером и Уильямом Куртене и противостоявшей Джону Гонту. Уффорд и его единомышленники выступали за контроль расходов короны, отставку коррумпированных советников монарха; их требования были частично выполнены, и граф Саффолк стал членом нового административного совета при короле. На коронации Ричарда II 16 июня 1377 года он нёс скипетр. Сэр Уильям стал членом регентского совета, и даже после роспуска этого органа в 1380 году оставался одним из наиболее влиятельных вельмож Англии. В частности, он участвовал в переговорах о браке короля с Анной Богемской и был посредником в конфликте между Джоном Гонтом и Генри Перси, 1-м графом Нортумберлендом. В этот период граф часто заседал в судебных комиссиях Саффолка и Норфолка. В 1378 году он участвовал в боевых действиях в Бретани.
В 1381 году Уффорд оказался вовлечён в события, связанные с восстанием Уота Тайлера. Норфолкские повстанцы решили сделать Восточную Англию независимым королевством, а графа Саффолка взять себе в предводители. Однако он смог бежать, переодевшись конюхом, и добрался до Лондона, а потом во главе отряда в 500 копейщиков принял активное участие в подавлении восстания. Сэр Уильям возглавлял комиссию, судившую мятежников в разных городах Норфолка и Саффолка. В одном только Сент-Бери-Эдмундсе он осудил 104 человека; известно, что в Саффолке были казнены по крайней мере 16 человек, а в Норфолке — ещё больше. В конце того же года граф приехал в Лондон, чтобы принять участие в работе парламента. 15 февраля 1382 года он упал с лестницы в Вестминстерском дворце и разбился насмерть.
У графа Саффолка была репутация человека добродушного, и он был популярен во всех слоях общества, так что известия о его смерти вызвали всеобщую печаль. Историки отмечают, что сэр Уильям смог остаться другом Джона Гонта, даже став его политическим противником. События 1381 года показали, что представители разных политических группировок видели в Уффорде своего естественного лидера, а смерть графа стала настоящей потерей для всего английского общества.

## Семья и наследство
Первая жена, Джоан Монтегю (дочь Эдуарда Монтегю, 1-го барона Монтегю, и Элис Норфолкской) родила Уффорду одну дочь и четырёх сыновей — Томаса, Роберта, Уильяма и Эдмунда. Все они умерли рано, ещё при жизни отца, хотя старший успел жениться на Элеоноре Фицалан. Джоан умерла в 1375 году, и до 12 июня следующего года граф Саффолк женился во второй раз — на Изабелле Бошан, дочери Томаса Бошана, 11-го графа Уорик, и Кэтрин Мортимер, вдове Джона ле Стрейнджа, 5-го барона Стрейнджа из Блэкмера. Второй брак, по-видимому, остался бездетным, так что после смерти сэра Уильяма род Уффордов угас. Земли были разделены между тремя племянниками графа — 4-м бароном Скейлз, 4-м бароном Уиллоуби де Эрзби и 4-м бароном Феррерс из Гроуби. Титул барона Уффорд перешёл в состояние ожидания, титул графа Саффолк в 1385 году был пожалован ещё одному восточноанглийскому магнату — Майклу де ла Полю.